# Ghost in the Noonday Sun
Ghost in the Noonday Sun è un film del 1973 diretto da Peter Medak. La pellicola ebbe grossi problemi produttivi a causa del comportamento erratico del protagonista Peter Sellers e non fu mai distribuita nei cinema, ma soltanto in videocassetta nel mercato dell'home video nel 1985. Nel 2016 Medak descrisse il film: "Il più grande disastro della mia vita".
Il copione venne scritto da Evan Jones e, non accreditato, Ernest Tidyman con dialoghi aggiuntivi di Spike Milligan. Il titolo e alcuni dettagli della trama si basano sul romanzo Il fantasma di Gentleman Jack di Sid Fleischman.

## Trama
Nel XVII secolo, il pirata capitano Ras Mohammed, accompagnato dall'incompetente cuoco di bordo irlandese Dick Scratcher e da tre membri dell'equipaggio, sotterra un tesoro in un'isola sperduta. Scratcher uccide il capitano e i tre uomini. Poi torna alla nave pirata e si autoproclama nuovo capitano, in quanto è l'unico che conosce l'ubicazione del tesoro. Presto scopre che la mappa del tesoro del suo predecessore è stata disegnata con un inchiostro simpatico, che scompare dopo un po'. Quattordici anni dopo, la nave pirata raggiunge l'Irlanda, anche se Scratcher crede che si trovino su un'isola greca. L'equipaggio si comporta in modo grezzo, ad eccezione del disinvolto e cerebrale Pierre Rodriquez.
Rapiscono un ragazzo irlandese, Jeremiah, che Scratcher crede possa vedere i fantasmi e sarà quindi in grado di contattare il fantasma di Ras Mohammed per avere indicazioni sul tesoro. Dopo essere sfuggiti alla marina britannica spacciandosi per pescatori portoghesi colpiti dalla "peste rossa", i pirati salpano per Algeri, dove Jeremiah viene fatto prigioniero. I pirati incontrano il vecchio amico di Scratcher Billy Bombay e in seguito rilasciano Jeremiah.
Dopo le minacce di ammutinamento da parte di un pirata di nome Abdullah, i pirati tornano sull'isola del tesoro sepolto. Dissotterrano lo scrigno di palle di cannone d'argento di Billy Bombay e le sparano a Billy Bombay e ai suoi sei fratelli, lasciando in vita solo Billy. Separatamente, Pierre, Jeremiah e Abdullah scoprono il tesoro di Ras Mohammed. Alla fine Scratcher viene sepolto nella sabbia fino al collo, mentre Billy Bombay è legato a un albero, e i due si insultano a vicenda.

## Stile
Il prologo di apertura di sette minuti del film è girato nello stile di un film muto in bianco e nero, con tanto di didascalie.
Il collega di Sellers del Goon Show Spike Milligan appare a metà del film e lavorò alle varie revisioni della sceneggiatura. Ciò si traduce in alcune battute ed effetti in stile Goon, come le sequenze accelerate che fanno sembrare i movimenti più veloci, i dialoghi e gli effetti sonori. Quando Scratcher e Billy Bombay si incontrano, Milligan dice alla telecamera: «È quella vecchia sgualdrina puzzolente, Dick Scratcher» - un apparente riferimento al personaggio di Ned Seagoon del The Goon Show.

## Produzione
Il romanzo Ghost in the Noonday Sun era stato pubblicato nel 1965. Il New York Times lo aveva definito un "racconto spassoso", mentre il Los Angeles Times "una storia commovente."
Sellers persuase Medak, suo amico, a dirigere il film. «Era un tipo incredibile», disse Medak di Sellers. «La sua inventiva andava alla velocità della luce. Non potevi fermarlo. Aveva il classico genio comico». Wolf Mankowitz scrisse la prima stesura della sceneggiatura, ma in seguito fu rimaneggiata da circa una dozzina di altri sceneggiatori. Secondo Sellers: «È iniziata come una storia di pirati. Ma abbiamo dovuto lavorarci sopra e l'abbiamo trasformata in una commedia pazza. Potresti chiamarlo Goons at Sea. Penso che sia ciò che la gente vuole». Il film fu il secondo ad essere finanziato dalla Somerville House, una compagnia di investimenti di Montreal interessata all'industria cinematografica.

### Riprese
Le riprese del film si svolsero sulla costa di Kyrenia, Cipro, e presso i Bray International Studios vicino Maidenhead, Inghilterra. «Tutto iniziò ad andare storto pochi giorni prima dell'inizio delle riprese», disse Medak. «Il capitano greco che consegnava la nave pirata al magnifico porto di Kyrenia del settimo secolo era così ubriaco che fece schiantare la nave contro la banchina».
Peter Sellers arrivò sul posto mostrando uno strano comportamento, attribuito alla fine della sua relazione con Liza Minnelli. Poco tempo dopo l'inizio delle riprese, cominciò a perdere fiducia nel progetto e quando Spike Milligan arrivò per girare le sue scene, Sellers gli chiese di valutare il girato che era stato fatto fino a quel momento. Dopo aver visionato i giornalieri, Milligan disse che erano "un disastro annunciato". Egli propose dei cambiamenti a Medak e Sellers, che approvarono il tutto. Milligan riscrisse il copione, ma Sellers non si presentò il primo giorno di riprese delle nuove scene aggiunte da Milligan, sostenendo di essere troppo malato per lavorare. Decise che un vaso di piante nella sua casa svizzera poteva essere rivolto nella direzione sbagliata, così mandò la sua segretaria a Gstaad per riportare il vaso a Londra. Una volta fatto ciò, Sellers accettò di riprendere le riprese. A Medak piacevano i cambiamenti di sceneggiatura di Milligan e voleva che egli filmasse durante il giorno e riscrivesse di notte. Milligan era riluttante, quindi Sellers cercò di far chiudere la produzione. Medak rifiutò.
Successivamente Sellers divenne deliberatamente poco collaborativo e spesso si fingeva malato. In un'occasione venne portato d'urgenza in ospedale per un sospetto infarto, ma solo due giorni dopo, Medak vide sul giornale le fotografie di Sellers che cenava con la Principessa Margaret a Londra. Sellers causò ulteriore turbamento accettando di girare uno spot per le sigarette Benson & Hedges durante uno dei pochi giorni di riposo nel programma delle riprese, convincendo un Peter Medak riluttante a dirigerlo, e poi il giorno stesso dello spot rifiutandosi di essere filmato tenendo il pacchetto di sigarette in mano perché affermava di essere il presidente della Lega Antifumo. Sellers invitò personalmente il direttore della fotografia Larry Pizer a lavorare al film, ma poi lo licenziò poco tempo dopo l'inizio della lavorazione. Ebbe anche contrasti sul set con l'attore Tony Franciosa.
«Come artista, era un genio», disse Medak di Sellers. «Come persona, era un pazzo. Era depresso nella vita reale, come il tipico comico che sotto la superficie tende al suicidio... Era un manipolatore incredibile. Creava situazioni in cui c'era un'enorme confusione e poi avrebbe preso il sopravvento. Ha distrutto l'intero film... In una giornata buona era sensazionale ma il suo umore cambiava. Non riusciva a ricordare cosa ti aveva detto giorni prima. Ma ricordo che, lavorando con lui, c'erano dei momenti in cui era il paradiso. Abbiamo riso così tanto che le lacrime scorrevano sulle nostre guance».

## Distribuzione
Medak raccontò che dopo aver assistito a una proiezione privata insieme a Sellers e Milligan: «Volevamo ucciderci tutti a vicenda». Il film venne girato nel 1973 e il copyright fu registrato nel 1974, ma la Columbia Pictures giudicò che non meritasse la distribuzione nelle sale cinematografiche. «Persino Peter Sellers era pessimo», disse Fleischman in seguito.
Secondo quanto riferito da Medak, Sellers voleva comprare i diritti del film dalla Columbia, farlo rimontare e distribuire, ma a causa dei costi dovette rinunciare. Alla fine il film uscì solo nel mercato home video in Betamax e VHS nel 1985, e in formato DVD nel 2016.

## The Ghost of Peter Sellers
Nel 2016 fu annunciato che Peter Medak stava dirigendo un documentario sulla travagliata produzione del film, intitolato The Ghost of Peter Sellers. Il progetto nacque per volere di Paul Iacovou, amministratore delegato di Vegas Media a Cipro, che coinvolse Medak. Il documentario venne distribuito nel 2018.